# Катастрофа Avro Tudor у Лландоу
Катастрофа Avro Tudor у Лландоу — авіаційна катастрофа, що відбулася в неділю 12 березня 1950 року. Avro 689 Tudor 5 («Тюдор V») компанії Fairflight виконував рейс з Дубліна до Лландоу. На його борту були фанати збірної Уельсу з регбі. Але під час заходу на посадку літак втратив керування й врізався в землю. У катастрофі загинули 80 осіб, що перевершило кількість жертв під час аварії в 1933 році американського дирижабля USS Akron (73 особи) і зробило її на той час найбільшої авіаційною катастрофою у світі.

## Літак
1947 року компанія Avro випустила літак Avro 689 Tudor 5 Star Girl із заводським номером 1417. Він мав чотири силові установки моделі Rolls-Royce 621 Merlin. Спочатку літак належав до моделі Tudor 2 і був призначений для Королівських ВПС, причому для нього навіть виділили реєстраційний номер TS903. Однак замість цього авіалайнер направили в цивільну авіацію, де 16 серпня 1947 він отримав бортовий номер G-AKBY. Літак широко використовувався на Берлінському повітряному мосту, виконуючи польоти до блокованого Західного Берліна.

## Катастрофа
Star Girl був зафрахтований для чартерного рейсу з перевезення 72 пасажирів — уболівальників збірної Уельсу з регбі — з Дубліна (Ірландія) до Лландоу (Південний Уельс, Велика Британія). За день до цього збірна Уельсу на кубку п'яти націй у Белфасті виграла вже восьму Потрійну корону, яка при цьому стала для команди першою за останні 39 років. Це давало валлійським уболівальникам привід для гарного настрою. Хоча рейс був запланований на 72 пасажира, проте потім вдалося додатково розмістити ще 6 пасажирів. Загалом на борту перебувало 83 особи: 5 членів екіпажу і 78 пасажирів.
За свідченнями очевидців, Tudor виконав нормальний захід на посадку на смугу 28 авіабази Лландоу, але потім пілоти збільшили режим двигунів і пішли на друге коло. Приблизно о 14:05 (за іншими даними — 15:03) авіалайнер виконував повторний захід з північного сходу з випущеними шасі і на небезпечно малій висоті 150–200 футів. Можливо пілоти спробували сповільнити зниження і піднятися трохи вище, оскільки згідно зі свідченнями очевидців режим роботи двигунів збільшився. Tudor почав піднімати ніс і переходити в набір висоти, при цьому спочатку все відбувалося плавно. Проте потім кут тангажу почав зростати швидше. Під гострим кутом літак короткочасно злетів угору, втратив швидкість, після чого звалився на праве крило і помчав донизу. Ледь не зачепивши дітей, що грали на полі, авіалайнер правою площиною, а потім носом врізався в землю поблизу ферми біля села Сігістон за 200 ярдів (180 метрів) від кордону авіабази і за півмилі від торця смуги. Від удару літак розвернуло за годинниковою стрілкою, при цьому відірвало обидві площини крила, передня частина фюзеляжу зарилася в землю, середня зруйнувалася, а хвостова відносно вціліла. Пожежі при цьому не виникло, оскільки екіпаж за частки секунди до удару встиг зупинити двигуни.

## Рятувальні роботи
До місця події відразу попрямували аварійні служби і Армія спасіння, у тому числі 44 поліцейських, 35 автомобілів швидкої допомоги і 12 пожежних. На місці падіння були знайдені 11 пасажирів, що вижили, при цьому двоє з них не постраждали. Уцілілих відвезли до лікарні в Сант-Атані, проте згодом 8 з них померли від отриманих ран.
Загалом в катастрофі загинули 80 осіб. На момент подій це була найбільша катастрофа в історії авіації, обійшовши катастрофу дирижабля «Акрон» 1933 року (73 загиблих), дотоді як лише через два з половиною років її саму не перевершила катастрофа військового C-124 в Мозес-Лейку (87 загиблих). Також 6 років вона залишалася найбільшою катастрофою в цивільній авіації, до зіткнення над Великим каньйоном (126 загиблих), і 8 років — найбільшою катастрофою цивільного літака, до катастрофи L-1049 поблизу узбережжя Ірландії (99 загиблих).

## Причини
Як вдалося встановити, всі троє пасажирів, що вижили, сиділи в хвостовій частині на додаткових сидіннях (один з них у момент події перебував у туалеті), які були прикручені болтами. На думку комісії, це призвело до порушення центрування літака, що в свою чергу значно сприяло втраті управління і звалюванню літака.

## Наслідки

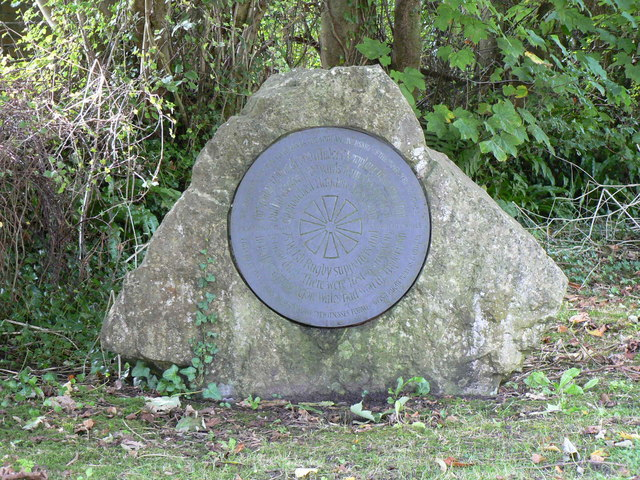
Меморіальна плита, яку встановили 1990 року, до 40-ї річниці катастрофи

25 березня 1950 року на останній грі кубка п'яти націй всі хто був на стадіоні вшанували загиблих хвилиною мовчання.
1 листопада 1950 року розпочався суд над Airflight Limited, яку звинувачували в тому, що вони зробили зміни в літаку, які призвели до порушення завантаження. 2 листопада винесено вирок, згідно з яким компанію визнали винною і оштрафували на 50 фунтів стерлінгів, а також зобов'язали виплатити ще 100 фунтів стерлінгів на витрати.
Клуб Аберкарн, який втратив у катастрофі 3 своїх членів, додав до своєї символіки повітряний гвинт, а клуб Лланаран, який втратив 6 членів команди, додав до своєї символіки хрест. Існує версія, що катастрофа завдала серйозної шкоди репутації авіабази Лландоу, в результаті чого цього авіабаза так і стала цивільним аеропортом.